# Біншток Лев Мойсейович
Лев Мойсейович Біншток (псевдоніми: Л. Улейніков, Проїжджий, Русский, Русский єврей); 1836, Лукач Володимир-Волинського повіту Волинської губернії — 1894, Яффа, Палестина, Оттоманська імперія, нині Ізраїль — російський публіцист, редактор «волинських губернських відомостей».

## Біографія
Народився в 5-й день Песаха. Навчався в хедері, парафіяльному училищі та гімназії. У 1858 закінчив Житомирське рабинське училище. Був казенним рабином в Житомирі з 1859 по 1862 і викладачем єврейського закону Божого в чоловічій та жіночій гімназіях Житомира, учителем єврейської мови в Житомирському раввинском училище. З 1867 перебував  вченим євреєм при київському генерал-губернаторові і помічником редактора «Волинських губернських новин». З 1892 як уповноважений товариства допомоги палестинським євреям жив в Палестині.
Автор статей про життя євреїв в Росії в «Російському віснику», «Світанку», « Московських відомостях», «Сучасній літописі», «Волинських губернських відомостях», «Сході» (біографія С. М. Абрамовича, 1884, листопад).
Син — журналіст Михайло Львович Біншток.

## Вибране
- Л. Біншток. Питання про єврейських училищах. Москва: Університетська друкарня Катков і К, 1866.
- Л. Улейніков. Єврейські землеробські колонії Катеринославської губернії. СПб, 1891.